# لرد آرتور کلینتون
لرد آرتور پلهام کلینتون، (به انگلیسی: Lord Arthur Pelham-Clinton، ۲۳ ژوئن ۱۸۴۰ – ۱۸ ژوئن ۱۸۷۰) که با نام لرد آرتور کلینتون شناخته می‌شود، آریستوکرات و سیاستمدار انگلیسی عضو حزب لیبرال بریتانیا بود. او که برای سه سال عضو مجلس بود، به علت ارتباط با رسوایی همجنس‌گرایانه و محاکمهٔ بولتون و پارک بدنام بود.

## اوایل زندگی
کلینتون پسر هنری پلهام کلینتون، پنجمین دوک نیوکاسل و لیدی سوزان هریت کاترین همیلتون بود. او سه برادر و یک خواهر به نام لیدی سوزان وین تمپست داشت؛ خواهرش در ۱۸۶۴ معشوقهٔ پادشاه آینده بریتانیا ادوارد هفتم شد که در آن هنگام شاهزاده ولز بود. والدین او در ۱۸۵۰ از هم طلاق گرفتند، چون مادر او با معشوق خود هوریشیو والپل فرار کرده و رسوا شده بود؛ او برادری ناتنی از روابط نامشروع مادرش و والپل به نام هوریشیو داشت. در ۱۸۶۰، مادرش برای بار دوم با یک بلژیکی به نام ژان الکسیس اوپدبک ازدواج کرد. شواهدی وجود دارند که نشان می‌دهند کلینتون، خود نیز فرزند رابطه‌ای نامشروع بوده است.
کلینتون در مدرسهٔ وودکت و سپس کالج ایتن تحصیل کرد؛ او در ۱۸۵۴ در ۱۴ سالگی وارد نیروی دریایی پادشاهی بریتانیا شد و در طول جنگ کریمه در عملیات ۱۸۵۴ بالتیک خدکت کرد. او سپس در بریگاد نیروی دریایی در طول شورش هندی‌ها خدمت کرد و در محاصرهٔ نظامی لکهنؤ حضور داشت. درجهٔ او در ۱۸۶۱ به ستوان ارتقاء یافت. در ۱۸۶۳، او برای خدمت در اچ‌ام‌اس ریونج تعیین شد. در ۱۰ نوامبر ۱۸۶۴، برادر او لرد آلبرت روی کشتی اچ‌ام‌اس ویکتوری در پورتسموث محاکمهٔ نظامی شد. اتهامات «فرار و شکستن عفو مشروطش» توسط دادگاه تأیید شدند و او به اخراج از نیروی دریایی محکوم شد، اگرچه تایمز گزارش کرد که پرونده به اشتباه به لرد آرتور اشاره کرده است.

## عضو مجلس
کلینتون در انتخابات سراسری ۱۸۶۵ بریتانیا به نمایندگی نیوآرک در ژوئیهٔ آن سال انتخاب شد، کرسی‌ای که پیشتر در اختیار برادرش هنری پلهام کلینتون، ششمین دوک نیوکاسل بود. او در ۱۲ نوامبر ۱۸۶۸ ورشکست شد، با بدهی‌ای که برپایهٔ گزارش‌ها در مجموع ۷۰٬۰۰۰ پوند بوده است (یا اگر تورم را در نظر بگیریم، ۶٫۷ میلیون پوند) و از عضویت در مجلس در انتخابات سراسری ۱۸۶۸ بریتانیا، که میان ۱۷ نوامبر و ۷ دسامبر برگزار شد، کناره گرفت. جانشین او بشردوست ادوارد دنیسون بود.

## همجنس‌گرایی
در ۱۸۷۰، کلینتون با توماس ارنست بولتون، بازیگر نقش مخالف که روی صحنه و نزد دوستانش با نام «استلا» شناخته می‌شد، زندگی می‌کرد. اسماً کلینتون هنوز افسر نیروی دریایی بود، اگرچه در ۱ آوریل ۱۸۷۰ نام او در میان بازنشستگان فهرست نیروی دریایی قرار گرفت.
بولتون و فردریک ویلیام پارک اغلب در انظار عمومی با لباس زنانه ظاهر می‌شدند. در ۲۸ آوریل ۱۸۷۰، آنان دستگیر شدند و بعداً به آنان اتهام زدند که با کلینتون و دیگران «همراه با توطئه، افراد [را] به ارتکاب جرمی غیرطبیعی تحریک [کرده‌اند]».

## درگذشت
کلینتون رسماً در ۱۸ ژوئن ۱۸۷۰ درگذشت، یک روز پس از دریافت احضاریه‌اش برای شهادت‌دهی در جلسهٔ دادرسی بولتون و پارک. ظاهراً او به علت مخملک درگذشته است، اما به احتمال زیاد علت مرگش خودکشی بوده است. در آن هنگام، گمانی قابل‌توجه وجود داشت که او از روابط خویشاوندی قدرتمند خود استفاده کرده است – او پسرخواندهٔ نخست‌وزیر ویلیام گلدستون بود – تا به خارج از کشور فرار کند. زندگی‌نامه‌نویس نیل مک‌کنا در کتابش فنی و استلا به شواهدی فرعی اشاره می‌کند که نشان می‌دهند لرد آرتور در تبعید زندگی می‌کرده است. بولتون و پارک تبرئه شدند.

## جعل هویت مجرمانه
در ۸ فوریهٔ ۱۸۸۲، یازده سال پس از مرگ کلینتون، مری جین فرنو و جیمز گثینگ در بیرمنگام دستگیر شدند و متهم به دریافت ۲٬۰۰۰ پوند از یک مرد و ۳٬۰۰۰ پوند از فرد دیگری به بهانه‌های دروغین شدند. مشخص شد که فرنو در حالی که ادعا می‌کرد لرد آرتور کلینتون است، برای چندین سال در نقش یک مرد در بیرمنگام زندگی می‌کرده است؛ او این را گفت که مرگ گزارش‌شده داستانی تخیلی ساختهٔ خانواده و دوستان برای اجتناب از بی‌آبرویی بوده است. او گاهی در نقش یک زن لباس می‌پوشید اما خودش را کلینتون جا می‌زد، او گفت که این یک تغییر چهره برای اجتناب از توجه پس از بدنامی پروندهٔ بولتون و پارک بوده است. در محاکمهٔ بعدی این زوج، گثینگ تبرئه شد و اعتراف فرنو از او یک گناهکار ساخت؛ او به هفت سال زندان محکوم شد.

### یادکردها
1. 1 2  The London Gazette: no. 23603. p.  . 1 April 1870.
2. ↑  Mair, Arthur Henry (1867). Debrett's Illustrated House of Commons and Judicial Bench. London: Dent. p. 44.
3. ↑  "Naval And Military Intelligence". The Times. No. 24594. 25 June 1863. p. 7.
4. ↑  "Naval And Military Intelligence". The Times. No. 25027. 11 November 1864. p. 5.
5. ↑  "Naval And Military". London Daily News. 12 November 1864. p. 2.
6. ↑  Robert Henry Mair, "Debrett's Illustrated House of Commons and the Judicial Bench", 1867, p.44
7. ↑  "Court of Bankruptcy, Basinghall-Street, No. 12". The Times. London. 13 November 1868. p. 11.
8. ↑  Craig, F. W. S. (1989) [1977]. British parliamentary election results 1832–1885 (2nd ed.). Chichester: Parliamentary Research Services. p. 215. ISBN 0-900178-26-4.
9. 1 2  Pearsall (1971) 461-8
10. ↑  Cocks (2003) 105
11. ↑  Michael Diamond (2004) Victorian Sensation: Or, the Spectacular, the Shocking and the Scandalous in Nineteenth-Century Britain Anthem Press, 121–122. شابک ‎۱−۸۴۳۳۱−۱۵۰-X
12. ↑  Robert Aldrich, Garry Wotherspoon, "Who's who in gay and lesbian history: from antiquity to World War II", Routledge, 2001, شابک ‎۰−۴۱۵−۱۵۹۸۲−۲, p.66
13. ↑  Senelick, Laurence (2000). The changing room: sex, drag and theatre: Gender in performance. Routledge. p. 303. ISBN 0-415-15986-5.
14. ↑  Edge, Simon (1 February 2013). "Fanny and Stella: The young men who shocked Victorian England". The Daily Express. London. Retrieved 10 February 2013.
15. ↑  Edward William Cox (1875) Reports of cases in criminal law argued and determined in all the courts in England and Ireland, Volume 12 J. Crockford, Law Times Office
16. ↑  Chris White (1999) Nineteenth-Century Writings on Homosexuality, CRC Press, 45. شابک ‎۰−۲۰۳−۰۰۲۴۰−۷
17. ↑  Cocks (2003) 106
18. ↑  "Personating A Nobleman". The Times. No. 30426. 9 February 1882. p. 12.
19. ↑  "Alleged Extraordinary Fraud in Birmingham". Birmingham Daily Post. No. 7364. 9 February 1882.
20. ↑  "The Fearneaux Frauds". The Illustrated Police News. No. 952. London. 13 May 1882. p. 2.